# Diatrypa championi
Diatrypa championi är en insektsart som först beskrevs av Henri Saussure 1897.  Diatrypa championi ingår i släktet Diatrypa och familjen syrsor. Inga underarter finns listade i Catalogue of Life.